# Film cinesi proposti per l'Oscar al miglior film straniero
Nel corso degli anni per due volte un film cinese è stato candidato al Premio Oscar nella categoria miglior film straniero: entrambe le volte si è trattato di un film di Zhang Yimou, i cui lavori sono stati proposti sei volte nel corso degli anni; Yimou ha ricevuto una terza candidatura con un film in rappresentanza di Hong Kong.
Gli unici altri registi selezionati più di una volta sono stati Chen Kaige e Feng Xiaogang.
| Anno | Film                                                   | Regia             | Risultato     |
| ---- | ------------------------------------------------------ | ----------------- | ------------- |
| 1980 | Ā fán tí                                               | Xiao Lang         | Non candidato |
| 1984 | I miei ricordi di Pechino (Chéngnán jiùshì)            | Wu Yigong         | Non candidato |
| 1985 | Rénshēng                                               | Wu Tianming       | Non candidato |
| 1987 | Sūn Zhōngshān                                          | Ding Yinnan       | Non candidato |
| 1988 | Fúróng zhèn                                            | Xie Jin           | Non candidato |
| 1989 | Sorgo rosso (Hóng gāoliang)                            | Zhang Yimou       | Non candidato |
| 1990 | Kāiguó dàdiǎn                                          | Li Qiankuan       | Non candidato |
| 1991 | Ju Dou (Jú dòu)                                        | Zhang Yimou       | Candidato     |
| 1992 | Guònián                                                | Huang Jianzhong   | Non candidato |
| 1993 | La storia di Qiu Ju (Qiū Jú dǎ guānsi)                 | Zhang Yimou       | Non candidato |
| 1994 | Fènghuáng qín                                          | He Qun            | Non candidato |
| 1995 | Hóng yīngtáo                                           | Ye Daying         | Non candidato |
| 1999 | Genghis Khan (Yīdài tiānjiāo Chéngjísīhán)             | Sai Fu e Lisi Mai | Non candidato |
| 2000 | Húanghé júeliàn                                        | Feng Xiaoning     | Non candidato |
| 2001 | Piàoliang māma                                         | Sun Zhou          | Non candidato |
| 2003 | Hero (Yīngxióng)                                       | Zhang Yimou       | Candidato     |
| 2004 | I guerrieri del cielo e della terra (Tiāndì yīngxióng) | He Ping           | Non candidato |
| 2005 | La foresta dei pugnali volanti (Shí miàn máifú)        | Zhang Yimou       | Non candidato |
| 2006 | The Promise (Wújí)                                     | Chen Kaige        | Non candidato |
| 2007 | La città proibita (Mǎnchéng jìndài huángjīnjiǎ)        | Zhang Yimou       | Non candidato |
| 2008 | Yúnshuǐyáo                                             | Yin Li            | Non candidato |
| 2009 | Dream Weavers: Beijing 2008                            | Yu Gun            | Non candidato |
| 2010 | Méi Lánfāng                                            | Chen Kaige        | Non candidato |
| 2011 | Aftershock (Tángshān dà dìzhèn)                        | Feng Xiaogang     | Non candidato |
| 2012 | I fiori della guerra (Jīnlíng shísān chāi)             | Zhang Yimou       | Non candidato |
| 2013 | Sōusuǒ                                                 | Chen Kaige        | Non candidato |
| 2014 | Yījiǔsì'èr                                             | Feng Xiaogang     | Non candidato |
| 2015 | Yèyīng                                                 | Philippe Muyl     | Non candidato |
| 2016 | Gǔndàn ba! Zhǒngliú jūn                                | Han Yan           | Non candidato |
| 2017 | Dà Táng Xuánzàng                                       | Huo Jianqi        | Non candidato |
| 2018 | Wolf Warrior 2 (Zhàn láng 2)                           | Jacky Wu          | Non candidato |
| 2019 | Xié bù yā zhèng                                        | Jiang Wen         | Non candidato |
| 2020 | Nézhā zhī Mótóng Jiàngshì                              | Jaozi             | Non candidato |
| 2021 | Duóguàn                                                | Peter Chan        | Non candidato |
| 2022 | Cliff Walkers (Xuányá zhī shàng)                       | Zhang Yimou       | Non candidato |
| 2023 | Qíjī·bèn xiǎohái                                       | Wen Muye          | Non candidato |
| 2024 | The Wandering Earth - L'inizio (Liúlàng dìqiú 2)       | Frant Gwo         | Non candidato |

| Non candidato | Il film è stato proposto dalla Cina , ma non è stato candidato dall'Academy of Motion Picture Arts and Sciences. |
| Short-list    | Il film è entrato nella "short-list" stilata a gennaio dei nove candidati per l'Oscar al miglior film straniero. |
| Candidato     | Il film è entrato a far parte dei cinque candidati per l'Oscar al miglior film straniero.                        |
| Vincitore     | Il film ha vinto l'Oscar al miglior film straniero.                                                              |